# Ліннагалл
«Ліннагалл» (ест. Linnahall, дослівно «міська зала») — спортивно-концертний комплекс в Таллінні, Естонія. Він розташований над Талліннською затокою, прямо за стінами Старого Міста. Був побудований у 1980 році.
22-і Літні Олімпійські Ігри проводилися в Москві в 1980 році. Через те, що материкова Москва не мала відповідної споруди для проведення вітрильних змагань, їх було вирішено провести в Таллінні, столиці тодішньої ЕССР. Окремо від основної споруди для вітрильних змагань, Талліннського Олімпійського центру вітрильного спорту в Піриту, в процесі підготовки до Олімпійських Ігор було збудовано велику кількість інших спортивно-розважальних споруд. Однією з цих «олімпійських» споруд став Палац Культури і Спорту ім. В. І. Леніна, якому пізніше було дано його нинішню назву — Ліннагалл. Величезна споруда з воістину радянським архітектурним дизайном. Архітектори Ліннагалла — Райн Карп і Рііна Альтмее.
Будівлю також обладнано вертолітним майданчиком, Tallinn Linnahall Heliport, з постійними польотами до Гельсінкі, і невеликим портом для катерів компанії Linda Line.
Ліннагалл використовувався як концертна зала і спортивний центр. Всередині було обладнано ковзанку та глядацьку залу у формі амфітеатру. Інтенсивно використовувався до кінця 1980-х років, а вже у 1990-х потребував суттєвого ремонту. У 2000-х міська рада Таллінна пробувала продати Ліннагалл, але без успіху. Оскільки від 1997 споруда була на списку пам'яток, вона не мала привабливості для інвесторів через неможливість вносити конструктивні зміни. У 2009 Ліннагалл остаточно закрили, і він поступово руйнувався. Місто очікувало субсидії ЄС на ремонт комплексу, який був визнаний цікавим прикладом стилю «бруталізм»
Реконструкцію будівлі планувалось завершити до літа 2018 року, однак ці плани не були втілені.
Станом на початок 2020 споруда Ліннагалл стояла без ужитку останні десять років. Раніші плани переобладнання комплексу на конференційний центр за міські та державні кошти наштовхнулись на заборону використання державної допомоги в такого типу проектах. Нарешті, на початку 2020 було схвалено інвестиційну угоду з балтійською пароплавною компанією-гігантом Tallink та їхніми мажоритарним співвласником — інвестиційною фірмою Infortar. Протокол про наміри між містом Таллінн та інвесторами на суму €300 млн передбачає конференційний і концертний простір, готель з торговим центром із доповненням нового причалу для поромів Tallink.